# Štefan Modrinjak
Štefan Modrinjak, slovenski rimskokatoliški duhovnik in pesnik, * 23. december 1774, Središče ob Dravi, † 8. oktober 1827, Sv. Miklavž.

## Življenje
Štefan Modrinjak se je rodil v drugi polovici 18. stoletja, 23. decembra 1774 v trdni kmečki družini očetu Štefanu st. in materi Mariji (rojena Vorko, v drugih virih se imenuje Borkovič, oče ji je bil po matični knjigi Tomaž Vorko). Po osnovni šoli je štiri leta (1791-1795) obiskoval gimnazijo v bližnjem hrvaškem Varaždinu in nato študiral v Zagrebu. Filozofijo je študiral leta 1796, nato se je vpisal na bogoslovje (1797-1800), ki ga je študiral v Gradcu, kjer je bil 20. septembra 1800 tudi posvečen v duhovnika.
Kot kaplan je služboval pri Sv. Miklavžu, potem pri Veliki Nedelji in Ormožu, kot župnik pa pri Sv. Tomažu in Sv. Miklavžu, kjer je služboval do svoje smrti. Veljal je za dobrega in pridnega gospodarja, ki se ni bal poprijeti za delo. Župnijo Sv. Miklavža je prevzel, ko je bila ta v popolnem neredu, vendar mu je uspelo, kljub slabim letinam, že leta 1816 s pomočjo nemškega reda, spraviti vse v red.
Ker je bil po naravi svobodoljuben, samozavesten, nemiren in je hrepenel po delu in uspehu, vendar ni našel popolnega zadoščenja v poklicu, ki ga je opravljal. Tako, kot je on razumeval duhovniško službo, je hotel dati svoj delež pri razsvetljenosti naroda, kar mu ni uspelo, ker ni našel dovolj podpore. Zanimale so ga takratne družbeno-politične razmere, francoska revolucija in nastajanje slovanske in slovenske zavesti. Svojo energijo je poskušal nekaj časa usmerjati v urejanje gospodarskih zadev, vendar so ga stalna razočaranja prisilila v iskanje tolažbe v pijači.
Leta 1803 se je udeležil sestanka v Destrniku (Svetourbanska akademija), kjer so se izobraženci, duhovniki in narodni buditelji posvetovali o kodifikacije slovenskega jezika na Štajerskem. Modrinjak in nekateri drugi so predlagali koncepcijo, da naj se štajerski slovenski knjižni jezik združuje s kajkavščino, medtem ko so drugi udeleženci odklonili to možnost in predlagali fuzijo osrednji slovenščini. Zaradi tega je bila neuspešna Svetourbanska akademija in je prenehala.
Štefan Modrinjak se je moral leta 1825 in 1827, ker se ni dovolj posvečal opravljanju svojega poslanstva, zagovarjati tudi na škofiji v Gradcu. Ker je bil bolan, mu niso izrekli nobene kazni, vendar je vse to vznemirjenje poslabšalo njegovo zdravstveno stanje in tako je 8. oktobra 1827 umrl.

## Delo
Modrinjak se je verjetno začel ukvarjati s pisanjem pesmi v času študija in s tem nadaljeval, ko je postal duhovnik. Pretirane spodbude v okolju, v katerem je živel, ni našel, k pesnjenju ga je verjetno spodbudilo branje in prepevanje verskih in drugih pesmi. Modrinjakovo najbolj ustvarjalno obdobje je bilo v letih 1804- 1814, ko naj bi spisal okoli 40 pesmi, točno število ni znano, ker jih je nekaj uničil požar njegove rojstne hiše in uradnik, ki je urejal njegovo zapuščino.
Za čas svojega življenja ni dočakal natisa svojih pesmi, ohranjeni so bili le zvežčiči z njegovim rokopisom. Prvi, ki je njegove pesmi javno objavil, je bil Stanko Vraz v zbirki Gusli i tambura. Najbolj znana je njegova pesem »Amico Cvetkoni«. Misli so dokaj izvirne in jezik lep, seveda pod vplivom središkega narečja in hrvaščine (kajkavščine).
Vsebinsko so njegove pesmi govorile o Bogu in veri, iskanju resnice, pravice in svobode , pesnikovanju, človeških tegobah, menjavah letnih časov, ljubezni, veselju, žalosti, spoštovanju do kmečkega stanu, lepoti narave in navsezadnje ljubezni do slovenskega naroda in želji po njegovi samostojnosti. Štefan Modrinjak se kljub svoji nesporni nadarjenosti ni uspel prebiti v vrh tedanjega pesništva. To mu ni uspelo, ker ob sebi ni imel takšne podpore, kot jo je imel njegov sodobnik Valentin Vodnik v Žigi Zoisu. Šele kasneje je bil uvrščen med pomembne slovenske predromantike.